# Gerhard Bähr
Gerhard Karl Lothar Bähr (* 2. Januar 1909 in Leipzig; † 10. Dezember 1968 in Darmstadt) war ein deutscher Chemiker und Hochschullehrer.

## Leben und Werk
Nach dem Schulbesuch studierte er. 1939 promovierte er an der Universität Leipzig zum Dr. rer. nat. 1952 wurde er nach seiner Habilitation mit einer Arbeit über metallorganische Basen Dozent an der Friedrich-Schiller-Universität Jena. Im gleichen Jahr wurde er Professor mit vollem Lehrauftrag an der Ernst-Moritz-Arndt-Universität Greifswald. Gleichzeitig war er in Greifswald Direktor des Instituts für Anorganische Chemie. 1958 wurde er dort Professor mit Lehrstuhl. Dennoch floh er zwei Jahre später wegen des zunehmenden politischen Drucks aus der Deutschen Demokratischen Republik und folgte dem Ruf als Professor mit Lehrstuhl an die Albert-Ludwigs-Universität Freiburg. 1962 wechselte er an die Technische Hochschule Darmstadt, wo er zunächst mit der kommissarischen Vertretung des ordentlichen Lehrstuhls für Anorganische Chemie beauftragt wurde. Gleichzeitig war er dort Mitdirektor des Eduard-Zintl-Instituts für Anorganische und Physikalische Chemie. Bekannt wurde er hier u. a. als Herausgeber einiger Bände des „Houben-Weyl“ über Organometallverbindungen. Er starb im Alter von 59 Jahren.
Bähr war seit 1961 Mitglied der Gesellschaft Deutscher Chemiker und spezialisiert auf Anorganische Chemie, spezielle Komplexchemie und metallorganische Verbindungen.

## Schriften (Auswahl)
- Beiträge zur Chemie des Chroms . Dresden 1939.
- (mit Friedrich-Wilhelm Küpper): Cyclische monomere Organoquecksilberverbindungen. In: Chemische Berichte, Dezember 1967.